# Веркор (писатель)
Верко́р (фр. Vercors; наст. имя  Жан Марсель Брюллер (фр. Jean Marcel Bruller; 26 февраля 1902 — 10 июня 1991) — французский писатель, художник-иллюстратор.

## Биография
Жан Марсель Брюллер родился 26 февраля 1902 года в Париже в семье издателя венгерско-еврейского происхождения Людовика Брюллера и французской учительницы Эрнестины Бурбон. В 1923 году окончил Ecole Brequet, получив диплом инженера-электротехника, однако предпочёл карьеру художника-иллюстратора и гравёра. С 1921 года и до начала Второй мировой войны выпускает ряд альбомов с рисунками и эстампами на злободневные темы, сотрудничает в качестве иллюстратора с журналами «Le Rire», «Paris-Flirt», «Frou-Frou», «Fantasio», «La Quinzaine critique», «Marianne», «Annales» и рядом других, иллюстрирует произведения Андре Моруа, Киплинга, Сильвестра де Саси. В некоторых альбомах рисунки сопровождались довольно пространными текстами, которые явились первой пробой пера будущего писателя. В 1932 году становится главным редактором журнала Allô Paris. С 1935 года сотрудничает с еженедельником Народного фронта «Vendredi».
С началом Второй мировой войны, в 1939 году, Брюллера призвали в резервный батальон, демобилизован он был после перемирия в 1940 году. В период оккупации Франции, летом 1941 года, Брюллер написал посвященную погибшему поэту Сен-Поль-Ру повесть «Молчание моря», которая должна была быть опубликована в подпольном журнале Пьера де Лескюра «La Pensée libre», однако осуществлению этого проекта помешал обыск, устроенный гестапо. Тогда де Лескюром и Брюллером было принято решение создать собственное издательство. 20 февраля 1942 года они совместно основали в Париже подпольное «Полночное издательство» (Les Éditions de Minuit), ставшее рупором французского Сопротивления. Логотип издательства был разработан Брюллером.
«Молчание моря», отпечатанное тиражом 250 экземпляров, стало первой публикацией издательства и первым же произведением Брюллера, подписанным псевдонимом «Веркор» (по названию лесистого предгорья Альп, где действовало Сопротивление) и воспринятый современниками как манифест непокорённой Франции. В 1999 году сеть книжных магазинов во Франции «FNAC» и французская же газета «Ле Монд» провели опрос среди читателей, в ходе которого предлагалось назвать лучшие книги XX века. «Молчание моря» оказалась в этом списке под номером 42.. В 1949 году на основе повести Веркор написал одноименную пьесу. С 1942 по 1944 годы «Полуночным издательством» было опубликовано 27 книг, в том числе повесть Веркора «Шествие со звездой» (в которой преломилась история жизни отца автора. Герой повести в 16-летнем возрасте приходит пешком из Моравии во Францию и всю жизнь воспринимает её как страну свободы и справедливости; в годы оккупации он добровольно надевает желтую звезду, причем немцам его выдают французы), «Военный летчик» Антуана Сент-Экзюпери, произведения Франсуа Мориака, Луи Арагона, Эльзы Триоле, Поля Элюара. После освобождения Франции издательство продолжило свою работу, вопреки первоначальному замыслу Веркора, который, впрочем, оставался на посту главного редактора вплоть до 1948 года.
Пацифист по своим убеждениям, после войны Веркор вел активную общественную деятельность, став членом Национального и Всемирного советов мира. Будучи попутчиком Французской коммунистической партии, он постепенно от неё дистанцировался, например. осудил послевоенные сталинистские процессы в восточноевропейских странах вроде дела Ласло Райка и «инквизиторскую» кампанию против Тито. В 1952 году Брюллер был избран на пост председателя прокоммунистического Национального комитета писателей Франции, приняв этот пост по настоянию Луи Арагона, однако в 1956 году, возмущенный подавлением восстания в Венгрии, подал в отставку (сборник эссе «Заявление об уходе», или «П. П. К.»). В феврале 1957 года Веркор опубликовал эссе «Почему я ухожу» («Pour Prendre Congé») и объявил о своем отказе от общественной деятельности, хотя в дальнейшем все же выступал с критикой войн в Алжире и Вьетнаме. Так, в знак протеста против пыток, практикуемых в Алжире, в 1957 году он вернул президенту республики орден Почетного легиона.
Скончался 10 июня 1991 года в Париже.

## Список произведений

### Альбомы рисунков и эстампов
- 1926 — 21 рецепт насильственной смерти (21 Recettes pratiques de mort violente)
- 1929 — Человек, нарезанный ломтиками (Un homme coupé en tranches)
- 1933 — Ад (L’enfer)
- 1934 — Новый ключ к снам (Nouvelle clé des songes)
- 1936 — Ободряющие лики войны (Visions intimes et rassurantes de la guerre)
- 1932—1938 — Пляска живых (La danse des vivants)

### Романы, повести, рассказы
- 1942 — Молчание моря (Le Silence de la Mer)
- 1943 — Шествие со звездой (La Marche à l’Etoile)
- 1946 — Оружие ночи (Les Armes de la nuit)
- 1947 — Типография «Верден» (L’Imprimerie de Verdun) сборник новелл
- 1948 — Глаза и свет (Les Yeux et la lumière) сборник новелл
- 1951 — Могущество дня (La Puissance du jour)
- 1952 — Люди или животные? (Les Animaux dénaturés)
- 1956 — Гнев (Colères)
- 1958—1960 — На этом берегу (Sur Ce rivage) трилогия
- 1961 — Сильва (Sylva)
- 1966 — Квота, или Сторонники изобилия (Quota ou les Pléthoriens) в соавторстве с Коронелем
- 1967 — Битва молчания (La Bataille du silence)
- 1969 — Плот «Медузы» (Le Radeau de la Méduse)
- 1971 — Сказки для горчичников
- 1973 — Как брат (Подобно брату) (Comme un frère)
- 1974 — Нежное крушение (Tendre naufrage)
- 1977 — Кони времени (Le Cheval et la mor)
- 1979 — Волчий капкан (Le Piège à loup)
- 1986 — Анверский тигр (Le Tigre d’Anvers)

### Эссе
- 1950 — Более или менее человек (Plus ou moins homme)
- 1956 — Странствия француза в Китае (Les Divagations d’un Français en Chine)
- 1957 — Почему я ухожу (другой вариант названия — Заявление об уходе) (P. P. C. Pour prendre congé)
- 1965 — Дороги эволюции личности
- 1975 — Во что я верю (Ce que je crois)
- 1985 — Анна Болейн (Anne Boleyn)

### Пьесы
- 1949 — Молчание моря (Le Silence de la Mer)
- 1963 — Зоопарк, или Убийца-филантроп (Zoo ou l’assassin philanthrope)
- 1969 — Железо и бархат (Le Fer et le Velours)
- 1978 — Театр (Théâtre)

### Переводы (в соавторстве с супругой, Ритой Бариссе-Веркор)
- 1965 — Гамлет
- 1967 — Царь Эдип
- 1978 — Макбет

## Издания на русском языке
- Веркор. Люди или животные? Роман. С послесловием автора / Перевод Г. Сафроновой и Р. Закарьян; предисл. К. Наумова. — М. Издательство иностранной литературы, 1957
- Веркор. Избранное: Сборник / Составл. С. Великовского; предисл. Т. Балашовой. — М.: Радуга, 1990. — 556 с. ISBN 5-05-002521-4 (Мастера современной прозы)
- Сказки для горчичников. // Сказки для горчичников: Сборник / Составл. М. Яснов. — СПб: Печатный двор, 1993. — 416 с. ISBN 5-7062-0040-8
- Веркор. Плот Медузы: Роман / Пер. с франц. Ю. Яхниной. Предисл. Т. Балашовой. — М.: «Известия», 1988. — 224 с. (Библиотека журнала «Иностранная литература»)

## Экранизации
- 1949 — Молчание моря, режиссёр Жан-Пьер Мельвиль.
- 1970 — Skullduggery, режиссёр Дуглас Гордон (сценарий основан на романе «Люди или животные?»).
- 2004 — Молчание моря, режиссёр Pierre Boutron.